# Huyện Mymensingh
Mymensingh là một huyện thuộc division Dhaka, Bangladesh. Huyện này có diện tích 4363 km², dân số năm 2002 là 4439017 người, mật độ dân số là 1017 người/km².